# Operation Cleave
A Operation Cleave (em português: Operação Cutelo), como rotulado em um relatório da empresa americana Cylance Inc. no final de 2014, foi uma operação secreta de guerra cibernética que visava organizações críticas de infraestrutura em todo o mundo, supostamente planejadas e executadas pelo Irã.
O relatório de Cylance foi posteriormente tacitamente reconhecido em um relatório confidencial do Federal Bureau of Investigation (FBI), embora as autoridades iranianas tenham negado envolvimento na operação.

## Relatório da Cylance
Em dezembro de 2014, a empresa de cibersegurança Cylance Inc., com sede na Califórnia, publicou os resultados de uma investigação de 2 anos, um relatório técnico de 86 páginas, indicando que uma operação, chamada "Operation Cleaver", tinha como alvo os setores militar, de petróleo, organizações de gás, energia e serviços públicos, transporte, companhias aéreas, aeroportos, hospitais e indústrias aeroespaciais em todo o mundo.
O título "Operação Cutelo" faz alusão ao uso frequente da palavra "cutelo" na codificação do malware.
Segundo o relatório, mais de 50 entidades em 16 países foram atingidas pela campanha, com sede nos Estados Unidos, Israel, China, Arábia Saudita, Índia, Alemanha, França e Inglaterra, entre outras.
Stuart McClure, fundador e CEO da Cylance, acredita que os hackers são patrocinados pelo Irã e têm laços com a Guarda Revolucionária Islâmica.

## Relatório do FBI
Segundo a Reuters, o Federal Bureau of Investigation registrou um relatório confidencial "Flash", fornecendo detalhes técnicos sobre software malicioso e técnicas usadas nos ataques. O documento técnico disse que os hackers normalmente lançam seus ataques a partir de dois endereços IP que estão no Irã, mas não atribuem os ataques ao governo iraniano. O FBI alertou as empresas para permanecer vigilantes e relatar qualquer atividade suspeita detectada nos sistemas de computadores das empresas.

## Reação das supostas vítimas
- Um porta-voz da Pemex disse que a empresa não havia detectado nenhum ataque dos grupos iranianos, mas estava monitorando constantemente.[5]
- Muhammad Haneef Rana, porta-voz da Pakistan International Airlines, disse que não estava ciente de nenhuma ameaça dos hackers e "estamos bem protegidos e nosso firewall está em vigor".[2]
- A Korean Air se recusou a comentar.

## Reação do Irã
O Irã negou oficialmente o envolvimento na campanha de hackers. "Trata-se de uma alegação infundada e infundada, fabricada para manchar a imagem do governo iraniano, particularmente destinada a dificultar as negociações nucleares atuais ", disse Hamid Babaei, porta-voz da Missão Permanente da República Islâmica do Irã nas Nações Unidas.